# DBpedia
DBpedia é um projeto cujo objetivo é extrair conteúdo estruturado das informações da Wikipédia. Essa informação estruturada é então disponibilizada na Web.  A DBpédia cria uma rede de ligações entre os dados, permitindo aos usuários realizar consultas sobre o conteúdo da Wikipédia de forma similar a consultas de banco de dados. Segundo Tim Berners-Lee, a DBpédia é um dos exemplos mais famosos da iniciativa Linking Open Data (LOD) - ou Ligando Dados Abertos, - projeto relacionado aos princípios da Web Semântica.
A DBpedia possui um time de internacionalização que se ocupa com a tarefa de extrair e integrar informações das wikipedias internacionais. A página do grupo que trabalha com Português é pt.dbpedia.org. O pré-lançamento da versão em Português foi anunciado em uma palestra no CONSEGI 2011 sobre Linked data, e oficialmente incluído na versão 3.7 da DBpedia. 

## Exemplo
DBpedia extrai informações fatuais das páginas da Wikipédia, permitindo aos usuários encontrar respostas para questões, onde as informações estão espalhadas por muitos artigos diferentes. Os dados são acessados usando uma linguagem de busca semelhante ao SQL para RDF, chamada SPARQL. Por exemplo, para encontrar todos os presidentes que tem como religião o catolicismo, pode-se formular em SPARQL:
```
 
SELECT
 
DISTINCT
 
?
presidente
 
WHERE
 
{

  
?
presidente
 
a
 
dbpedia
-
owl
:
President
 
.

  
?
presidente
 
dbpedia
-
owl
:
religion
 
<
http
:
//
pt
.
dbpedia
.
org
/
resource
/
Catolicismo
>
 
.
 

 
}

```